# Мысин, Антон Геннадьевич
Анто́н Генна́дьевич Мы́син (10 марта 1986 года, Красноярск-45) — российский волейболист, диагональный катарского клуба «Аль-Садд». Серебряный призёр чемпионата России по волейболу сезона 2013/2014 в составе новосибирского «Локомотива». Мастер спорта России.

## Биография

### Ранние годы
Родился в закрытом городе Красноярске-45 (ныне — Зеленогорск), где и начинал заниматься волейболом. Первый тренер — Владислав Владосович Стравинскас.
В 2002 году подписал контракт с красноярским «Дорожником», игравшим в высшей лиге чемпионата России. За несколько лет превратился из дублёра в основного игрока команды.

### Конфликт при переходе в «Искру»
В 2008 году написал заявление об увольнении из «Дорожника» и перешёл в одинцовскую «Искру», однако руководство красноярского клуба не согласилось с этим трансфером и потребовало от подмосковной команды компенсацию в размере 2,5 млн рублей. Главный тренер «Дорожника» Юрий Маринин заявлял, что сумма компенсации «вполне нормальная»:
— Пока мы не можем с ним расстаться, так как у Мысина действующий контракт с клубом ещё на два года. Мы конечно готовы отпустить игрока, но только за нормальную компенсацию. То, что предлагает руководство «Искры» — просто смешно, они вообще сначала хотели бесплатно его забрать, воспользовавшись правом «сильного». Но 3 сентября исполком федерации признал правомочность нашего контракта с Мысиным. Хотя сам он, конечно, хочет играть в Одинцово, туда ведь не каждый день зовут. Хочу отметить, что сумма, которую мы выставили за Мысина, вполне нормальная, большинство тренеров вовсе сходятся во мнении о её «скромности».
В начале 2009 года Мысин всё-таки подписал контракт с «Искрой» и провёл в её составе два года.

### После «Искры»
В 2011 году стал игроком «Газпрома-Югры». За клуб из Сургута провёл два сезона.
В 2013 году подписал контракт с «Енисеем», однако в последний момент волейболиста перехватил новосибирский «Локомотив». В его составе Мысин стал серебряным призёром чемпионата России и клубного чемпионата мира.
В 2014 году вернулся в «Енисей» и в первом же сезоне помог красноярской команде впервые за 15 лет выйти в Суперлигу. В дальнейшем отыграл в её составе ещё 5 сезонов в сильнейшем дивизионе российского чемпионата.
Летом 2020 года вновь стал игроком одинцовской «Искры». Отыграв в подмосковной команде год, отправился в Катар, где выступает за «Аль-Садд».

## Достижения
- Серебряный призёр Кубка Европейской конфедерации волейбола (2009/10).
- Серебряный призёр клубного чемпионата мира (2013).
- Серебряный призёр чемпионата России (2013/14).
- Победитель первенства России (2014—2015) в Высшей лиге А.
- Победитель Кубка Сибири и Дальнего Востока (2007, 2013).